# Steatomys jacksoni
Steatomys jacksoni és una espècie de mamífer rosegador de la família dels nesòmids. Viu a Nigèria i Ghana. El seu hàbitat natural són els camps de conreu. Es desconeix si hi ha cap amenaça significativa per a la supervivència d'aquesta espècie.
L'espècie fou anomenada en honor del militar britànic Francis W. F. Jackson.